# Eupithecia nuceistriga
Eupithecia nuceistriga là một loài bướm đêm trong họ Geometridae.